# Совєтський район (Алтайський край)
Совє́тський район (рос. Советский район) — район у складі Алтайського краю Російської Федерації.
Адміністративний центр — село Совєтське.

## Історія
1935 року був утворений Грязнухінський район. 10 грудня 1960 року район перейменований в сучасну назву. У період 1963-1966 років район був ліквідований.

## Населення
Населення — 15143 особи (2019; 16467 в 2010, 18060 у 2002).

## Адміністративний поділ
Район адміністративно поділяється на 12 сільських поселень (сільських рад):
| Поселення                    | Площа, км² | Населення, осіб (2002) | Населення, осіб (2010) | Населення, осіб (2019) | Центр       | Населені пункти |
| ---------------------------- | ---------- | ---------------------- | ---------------------- | ---------------------- | ----------- | --------------- |
| Кокшинська сільська рада     | 139,52     | 1323                   | 1067                   | 936                    | Кокші       | 2               |
| Коловська сільська рада      | 118,42     | 504                    | 424                    | 380                    | Колово      | 1               |
| Красноярська сільська рада   | 155,58     | 1208                   | 1142                   | 1149                   | Красний Яр  | 1               |
| Нікольська сільська рада     | 138,47     | 1328                   | 1132                   | 1009                   | Нікольське  | 3               |
| Платовська сільська рада     | 80,35      | 565                    | 646                    | 729                    | Платово     | 1               |
| Половинська сільська рада    | 82,41      | 800                    | 711                    | 614                    | Половинка   | 1               |
| Сетовська сільська рада      | 173,10     | 1116                   | 1004                   | 989                    | Сетовка     | 1               |
| Совєтська сільська рада      | 131,58     | 5484                   | 5233                   | 4694                   | Совєтське   | 1               |
| Талицька сільська рада       | 66,89      | 601                    | 531                    | 405                    | Талиця      | 1               |
| Урожайна сільська рада       | 200,33     | 2059                   | 1810                   | 1678                   | Урожайне    | 3               |
| Шульгін-Лозька сільська рада | 176,25     | 1086                   | 1050                   | 965                    | Шульгін Лог | 2               |
| Шульгінська сільська рада    | 82,43      | 1986                   | 1717                   | 1595                   | Шульгінка   | 3               |

## Найбільші населені пункти
Нижче подано список населених пунктів з чисельністю населенням понад 1000 осіб:
| № | Населений пункт | Населення, осіб (2002) | Населення, осіб (2010) |
| - | --------------- | ---------------------- | ---------------------- |
| 1 | Совєтське       | 5484                   | 5233                   |
| 2 | Шульгінка       | 1642                   | 1404                   |
| 3 | Урожайне        | 1323                   | 1203                   |
| 4 | Красний Яр      | 1208                   | 1142                   |
| 5 | Сетовка         | 1116                   | 1004                   |